# Thomas Ier de Gadagne
Pour les articles homonymes, voir Thomas Ier et Gadagne.
Cimier : une tête de licorne d'argent ou un buste de sauvage. 

Thomas Ier de Gadagne, dit « le riche », né en Savoie le 27 août 1454 et mort à Avignon le 23 mai 1533, est un marchand et banquier lyonnais d'origine italienne. Issu d'une riche famille de Florence, il s'installe à Lyon et développe ses affaires dans le commerce, la banque et l'industrie dans ces deux cités. À la tête d'une grande fortune, Thomas de Gadagne prête largement à différents rois de France pour les soutenir dans leurs opérations militaires en Italie et finance une expédition vers le nouveau monde.

## Biographie

### Origine et jeunesse
Né Tommaso Guadagni en Savoie le 26 août 1454,, Thomas est l'héritier d'une famille illustre de Florence présente depuis 1434 à Lyon et à Genève avec son père Simon et ses frères François et Olivier.
Il grandit à Genève, où sa famille possède des comptoirs avant de suivre sa famille à Florence en 1463.

### Thomas «le riche»: marchand-banquier
Après un passage à Florence entre 1463 et 1468, il revient à Lyon et entre en apprentissage chez une famille florentine de banquiers : les Pazzi. Il y fonde ensuite son propre établissement financier et acquiert une grande fortune, la plus grande de la ville,,. Ses deux frères sont associés à cette compagnie, puis ses neveux. Il en est le dirigeant jusqu'en 1527.
En 1500, il est reconnu comme le plus important marchand d'épices de la cité, et en 1516, il est présent dans les nommées comme le lyonnais le plus riche, imposé sur 5000 livres tournois. En comparaison, les deux familles qui suivent immédiatement Thomas de Gadagne sont les Nasi et les Bonvisi, imposés respectivement sur 2 500 et 2 000 livres tournois,. Un autre exemple de sa domination est donné lorsque le consulat impose aux marchands étrangers en 1523 l'envoi à leurs frais d'ouvriers sur les travaux de la muraille de la ville. Thomas envoie soixante hommes, tandis qu'il en est demandé trente à Robert Albisse, vingt à Pierre Salviati et quinze à Antoine Gondi. Une dernière indication est fournie par l'ambassadeur vénitien Antoine Suriano en 1529, qui, faisant une estimation des fortunes des marchands lyonnais, estime celle de Thomas de Gadagne à 400 000 ducats,.

### Un lyonnais encore florentin

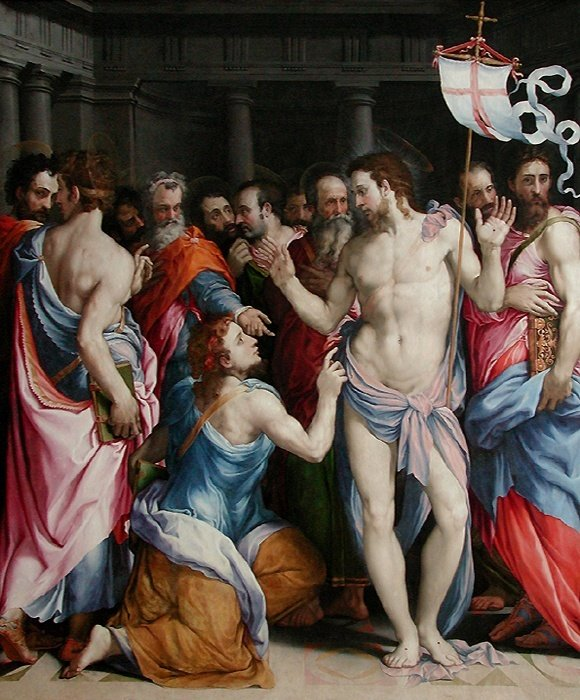
L'Incrédulité de Saint-Thomas, de François Salviati, œuvres commandée par Thomas pour la chapelle des florentins. Musée du Louvre.

La nation florentine dispose de statuts officiellement reconnus par la république de Florence et doit tout autant assurer l'harmonie au sein de ses membres mais également les représenter et les protéger vis-à-vis des autorités locales, que ce soit le consulat, la cité de Florence ou le roi de France. La nation, dont les statuts sont fixés le 27 novembre 1501, organisent la nation avec quatre conseillers et un consul. De plus, le consul de la nation florentine, en tant que dirigeant de la plus importante communauté marchande et banquière de Lyon, a le privilège de diriger la foire des paiements, qui clôt chacune des quatre foires annuelles.
Solidement inséré dans la notabilité lyonnaise, Thomas est choisi comme conseiller de la « Nation florentine » dès 1501, puis consul en 1505,,. Il finance en partie l'édification de la chapelle Saint-Thomas l'apôtre au sein de l'église de la nation : Notre-Dame de Confort. Il commande au peintre François Salviati une représentation de l'Incrédulité de Saint-Thomas.
Thomas, malgré son intégration dans la vie de la cité lyonnaise, conserve encore de nombreuses attaches dans sa ville d'origine. Il s'inscrit ainsi en 1497 au sein de « l'art de la laine », la confrérie marchande de Florence des commerçants de ce produit. Il réalise de gros investissements dans la ville, que ce soit dans le secteur du commerce ou de l'industrie. Par exemple, il participe à la fondation d'une fabrique de tissus en laine en 1502, à hauteur de 4 000 florins. Il a comme associé le Florentin Marchionne Dazzi et possède les 3/5e du capital. Pour gérer l'entreprise, il choisit son frère Olivier et son neveu Niccolo Strozzi.
Jusqu'à sa mort, il reste très actif dans le développement d'entreprises manufacturières dans sa ville d'origine, rencontrant un large succès commercial.

### Thomas et le roi de France

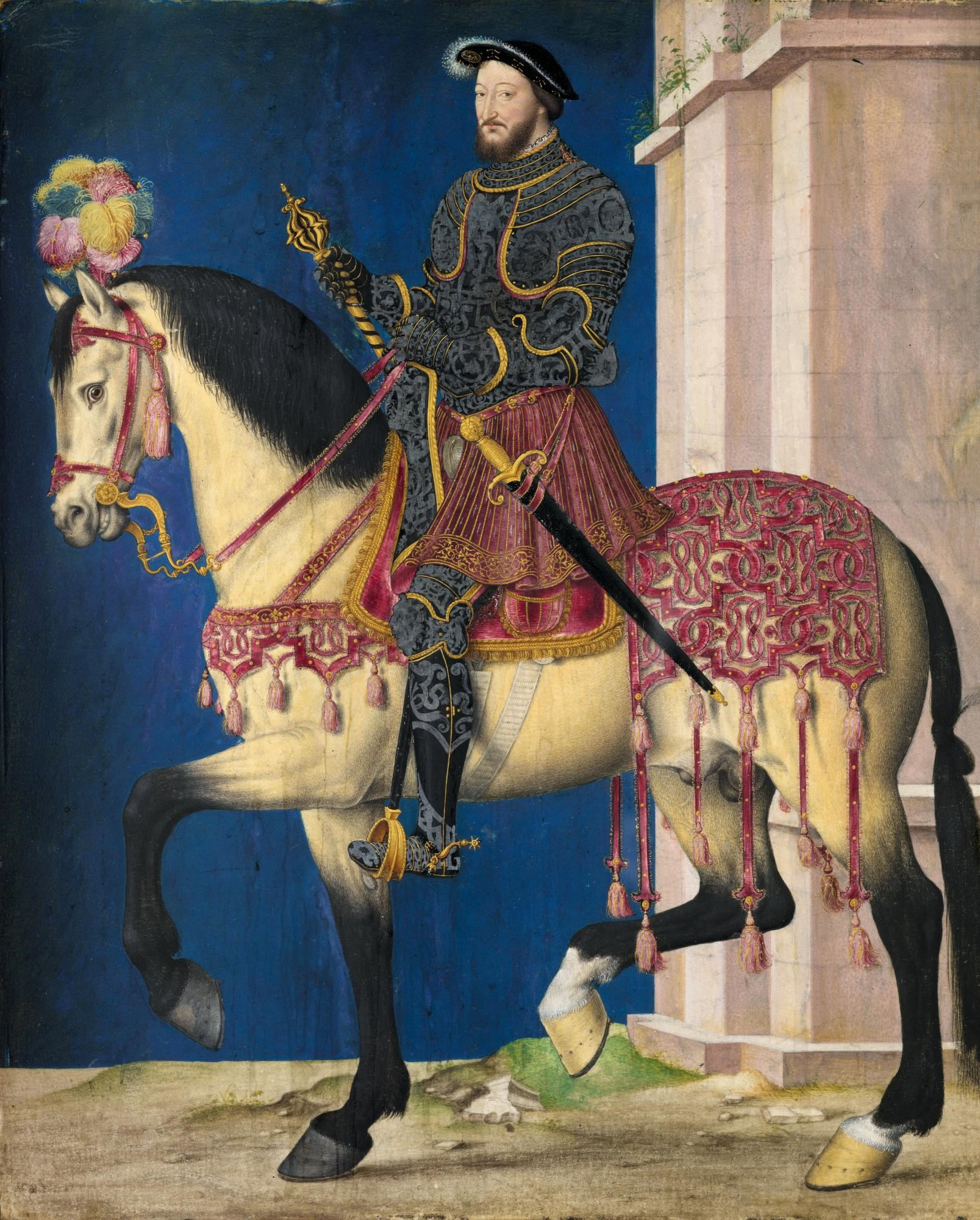
Portrait équestre du roi François Ier, vers 1540, François Clouet, (Florence, Offices).

Extrêmement influent, lorsque le roi Louis XII en 1507 autorise le consulat à taxer les étrangers pour le renforcement des murailles, Thomas pèse de tout son poids pour que les florentins soient épargnés, et obtient gain de cause malgré la révolte de la population lyonnaise, sur laquelle les taxes retombent.
Il prête régulièrement de l'argent à François Ier. Il finance largement le camp du Drap d'Or, qui sert de scène à la paix conclue entre François Ier et Henri VIII d'Angleterre. L'année suivante, il reçoit la charge de conseiller et maître d'hôtel ordinaire de la maison du roi. Enfin, après la défaite de Pavie en 1525, il prête 900 000 livres tournois pour le paiement de la rançon du roi retenu à Madrid. 
Mais sa charge au palais le rend proche du surintendant général des finances Jacques de Beaune, avec qui il traite régulièrement, tout comme son ami Robert Albisse. Or, en 1527, le roi fait poursuivre Jacques de Beaune et Robert d'Albisse pour malversations. Inquiété, Thomas quitte alors Lyon pour Avignon. D'Albisse est rapidement libéré faute de preuve, ce qui soulage Thomas.

### Thomas, citoyen lyonnais
En 1507, il épouse Péronette Buatier, lyonnaise issue d'une des plus grandes familles bourgeoises de la cité, veuve de Gonin Conomir, largement dotée. Elle possède deux maisons en ville et une à Saint-Genis-Laval.
Thomas possède avant le mariage une grande demeure avec jardin et vignes au-dessus de la montée Saint-Barthélemy, au niveau de l'actuelle montée des Carmes Déchaussés. De son épouse, il acquiert une maison montée du Gourguillon, dotée de chambres en location et deux boutiques, et une rue Tramassac dont les appartements sont loués. La propriété de Saint-Genis-Laval, située au lieu-dit « La Tupinière », dispose d'un cuvier, d'un pressoir, de terres à seigle et de vignes.
Péronette Buatier décède en 1521. Elle est inhumée dans l'église de la nation florentine : Notre-Dame de Confort. Des conflits avec la royauté le poussent à quitter Lyon pour Avignon entre 1521 et 1524. À son retour, il soutient financièrement la construction de pavillons pour les pestiférés et participe au paiement de la rançon de François Ier. En remerciement, il est fait conseiller de la ville de Lyon.

### L'expédition de Verrazzano

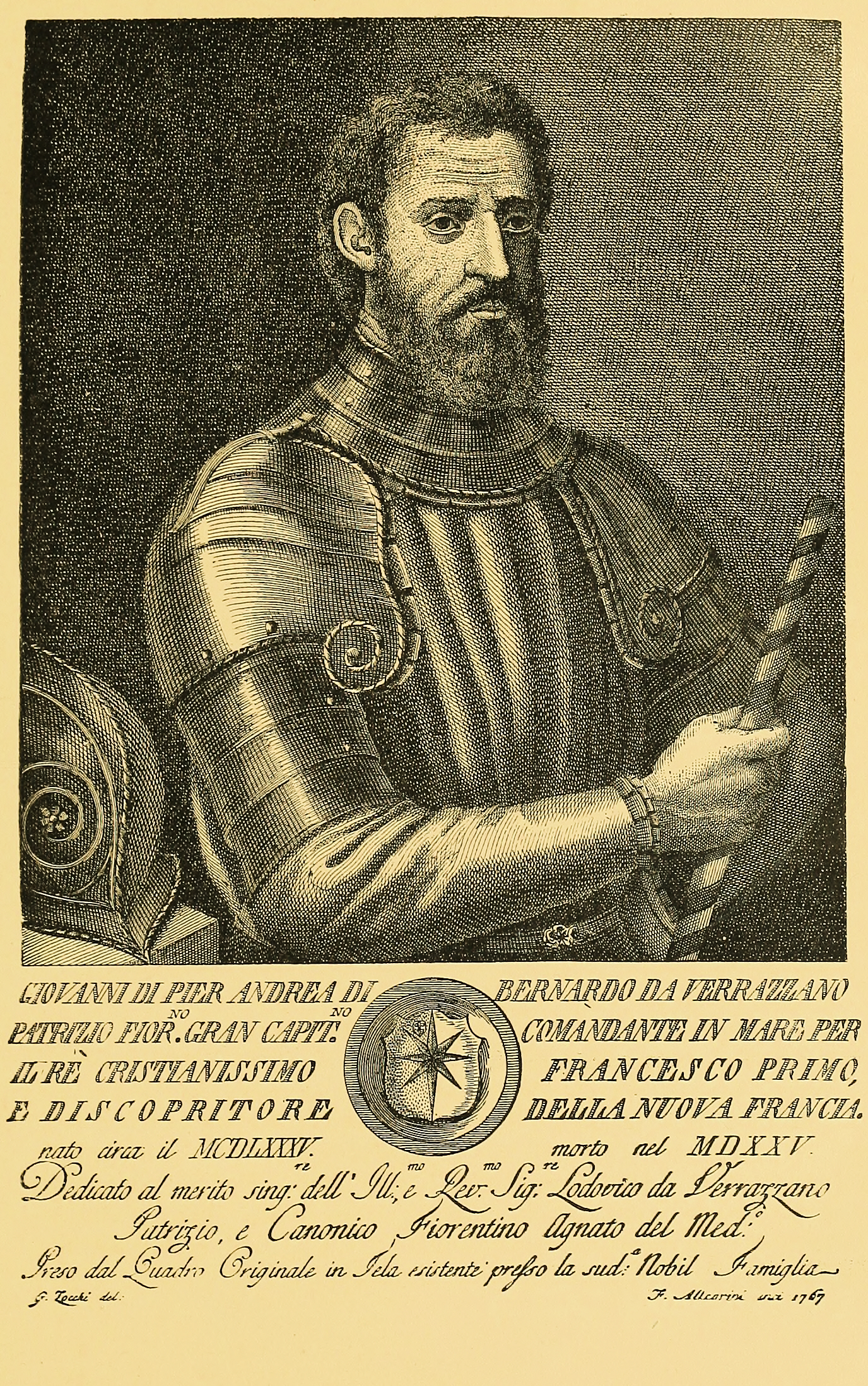
Giovanni de Verrazano, F. Allegrini inci. 1767 ; G. Zocchi del.

En 1524, il participe au financement de l'expédition dirigée par le florentin Giovanni da Verrazzano qui atteint la côte de ce qui sera les États-Unis,. Il semblerait que ce florentin, qui francise son nom en « Jean de Verrazane », soit apparenté à Thomas. En effet, la sœur de Thomas, Giovanna, épouse en 1480 un certain Alessandro da Verrazano. Or, le navigateur nait en 1481.
En effet, à cette époque, la route des épices est dominée par les monopoles de Gênes et de Venise, et entravée par les blocus des espagnols. Un projet de trouver les Indes par l'ouest est donc monté, et présenté à François Ier, qui donne son accord et fournit quatre navires. Pour le roi, le partage entre les monarchies espagnoles et portugaises de ces terres lointaines sans qu'il en soit partie prenante est frustrant.
La compagnie commanditaire, qui finance le projet, est tenue par trois lyonnais : Antoine de Martigny, Jean et François Buatier, beaux-frères de Thomas. La compagnie s'ouvre rapidement à cinq marchands florentins de Lyon : Thomas de Gadagne, Guillaume Nasi, Robert Albisse, Julien Bonacorsi et Antoine Gondi. Quelques autres entrent encore par la suite dans la compagnie.
Mais le navigateur, en trois tentatives, n'ayant jamais ramené ni épices ni or, le projet est abandonné.

### Mort et postérité
Il meurt sans enfant en 1533 en Avignon et est enterré aux côtés de son épouse. Il divise son immense fortune entre les quatre fils de son frère Ulivieri - lui aussi longtemps actif à Lyon, mais de retour à Florence en 1527. Les trois premiers fils, restés à Florence, reçoivent les biens « en deçà des monts ». Son neveu Thomas II de Gadagne, dit Le Magnifique (1497-1543) hérite de tout le patrimoine français.

### Littérature
Thomas Ier de Gadagne est un des personnages importants du roman historique L'Homme au gant, d'Heliane Bernard et Christian Alexandre Faure, volume 2 de la saga historique Les Dents noires mettant en scène l'aventure de l'imprimerie et du livre à l'aube du XVIe siècle. 

## Généalogie
Voici la généalogie des branches lyonnaises des Gadagne.
|                   |                   |                   |                   |                       |                       | Simon (1411-1468)     | Simon (1411-1468)     | Simon (1411-1468)     | Simon (1411-1468)     | Simon (1411-1468)    | Simon (1411-1468)    |                        |                        |                        |                        |                        |                        | Ginevra Castellani (?-1508) | Ginevra Castellani (?-1508) | Ginevra Castellani (?-1508) | Ginevra Castellani (?-1508) | Ginevra Castellani (?-1508) | Ginevra Castellani (?-1508) |                       |                       |                       |                       |                       |                       |                       |                       |                       |                       |                        |                        |                          |                          |                            |                            |                            |                            |                            |                            |                       |                       |                       |                       |                     |                     |                     |                     |                       |                       |                         |                         |                         |                         |                         |                         |                   |                   |                   |                   |              |              |  |  |  |  |  |  |  |  |  |  |  |  |  |  |  |  |  |  |  |  |  |  |  |  |  |  |  |  |  |  |  |  |
|                   |                   |                   |                   |                       |                       | Simon (1411-1468)     | Simon (1411-1468)     | Simon (1411-1468)     | Simon (1411-1468)     | Simon (1411-1468)    | Simon (1411-1468)    |                        |                        |                        |                        |                        |                        | Ginevra Castellani (?-1508) | Ginevra Castellani (?-1508) | Ginevra Castellani (?-1508) | Ginevra Castellani (?-1508) | Ginevra Castellani (?-1508) | Ginevra Castellani (?-1508) |                       |                       |                       |                       |                       |                       |                       |                       |                       |                       |                        |                        |                          |                          |                            |                            |                            |                            |                            |                            |                       |                       |                       |                       |                     |                     |                     |                     |                       |                       |                         |                         |                         |                         |                         |                         |                   |                   |                   |                   |              |              |  |  |  |  |  |  |  |  |  |  |  |  |  |  |  |  |  |  |  |  |  |  |  |  |  |  |  |  |  |  |  |  |
|                   |                   |                   |                   |                       |                       |                       |                       |                       |                       |                      |                      |                        |                        |                        |                        |                        |                        |                             |                             |                             |                             |                             |                             |                       |                       |                       |                       |                       |                       |                       |                       |                       |                       |                        |                        |                          |                          |                            |                            |                            |                            |                            |                            |                       |                       |                       |                       |                     |                     |                     |                     |                       |                       |                         |                         |                         |                         |                         |                         |                   |                   |                   |                   |              |              |  |  |  |  |  |  |  |  |  |  |  |  |  |  |  |  |  |  |  |  |  |  |  |  |  |  |  |  |  |  |  |  |
|                   |                   |                   |                   |                       |                       |                       |                       |                       |                       |                      |                      |                        |                        |                        |                        |                        |                        |                             |                             |                             |                             |                             |                             |                       |                       |                       |                       |                       |                       |                       |                       |                       |                       |                        |                        |                          |                          |                            |                            |                            |                            |                            |                            |                       |                       |                       |                       |                     |                     |                     |                     |                       |                       |                         |                         |                         |                         |                         |                         |                   |                   |                   |                   |              |              |  |  |  |  |  |  |  |  |  |  |  |  |  |  |  |  |  |  |  |  |  |  |  |  |  |  |  |  |  |  |  |  |
|                   |                   |                   |                   | Francesca (1448-1449) | Francesca (1448-1449) | Francesca (1448-1449) | Francesca (1448-1449) | Francesca (1448-1449) | Francesca (1448-1449) | Migliore (1451-1468) | Migliore (1451-1468) | Migliore (1451-1468)   | Migliore (1451-1468)   | Migliore (1451-1468)   | Migliore (1451-1468)   | Imberta (?-?)          | Imberta (?-?)          | Imberta (?-?)               | Imberta (?-?)               | Imberta (?-?)               | Imberta (?-?)               | Olivier (1452-1541)         | Olivier (1452-1541)         | Olivier (1452-1541)   | Olivier (1452-1541)   | Olivier (1452-1541)   | Olivier (1452-1541)   | {{{Ic}}}              | {{{Ic}}}              | {{{Ic}}}              | {{{Ic}}}              | {{{Ic}}}              | {{{Ic}}}              | Thomas Ier (1454-1533) | Thomas Ier (1454-1533) | Thomas Ier (1454-1533)   | Thomas Ier (1454-1533)   | Thomas Ier (1454-1533)     | Thomas Ier (1454-1533)     | Leonarda (1457-1458)       | Leonarda (1457-1458)       | Leonarda (1457-1458)       | Leonarda (1457-1458)       | Leonarda (1457-1458)  | Leonarda (1457-1458)  | Giovanna (1458-?)     | Giovanna (1458-?)     | Giovanna (1458-?)   | Giovanna (1458-?)   | Giovanna (1458-?)   | Giovanna (1458-?)   | Maddalena (1462-1505) | Maddalena (1462-1505) | Maddalena (1462-1505)   | Maddalena (1462-1505)   | Maddalena (1462-1505)   | Maddalena (1462-1505)   | François (1464-?)       | François (1464-?)       | François (1464-?) | François (1464-?) | François (1464-?) | François (1464-?) |              |              |  |  |  |  |  |  |  |  |  |  |  |  |  |  |  |  |  |  |  |  |  |  |  |  |  |  |  |  |  |  |  |  |
|                   |                   |                   |                   | Francesca (1448-1449) | Francesca (1448-1449) | Francesca (1448-1449) | Francesca (1448-1449) | Francesca (1448-1449) | Francesca (1448-1449) | Migliore (1451-1468) | Migliore (1451-1468) | Migliore (1451-1468)   | Migliore (1451-1468)   | Migliore (1451-1468)   | Migliore (1451-1468)   | Imberta (?-?)          | Imberta (?-?)          | Imberta (?-?)               | Imberta (?-?)               | Imberta (?-?)               | Imberta (?-?)               | Olivier (1452-1541)         | Olivier (1452-1541)         | Olivier (1452-1541)   | Olivier (1452-1541)   | Olivier (1452-1541)   | Olivier (1452-1541)   | {{{Ic}}}              | {{{Ic}}}              | {{{Ic}}}              | {{{Ic}}}              | {{{Ic}}}              | {{{Ic}}}              | Thomas Ier (1454-1533) | Thomas Ier (1454-1533) | Thomas Ier (1454-1533)   | Thomas Ier (1454-1533)   | Thomas Ier (1454-1533)     | Thomas Ier (1454-1533)     | Leonarda (1457-1458)       | Leonarda (1457-1458)       | Leonarda (1457-1458)       | Leonarda (1457-1458)       | Leonarda (1457-1458)  | Leonarda (1457-1458)  | Giovanna (1458-?)     | Giovanna (1458-?)     | Giovanna (1458-?)   | Giovanna (1458-?)   | Giovanna (1458-?)   | Giovanna (1458-?)   | Maddalena (1462-1505) | Maddalena (1462-1505) | Maddalena (1462-1505)   | Maddalena (1462-1505)   | Maddalena (1462-1505)   | Maddalena (1462-1505)   | François (1464-?)       | François (1464-?)       | François (1464-?) | François (1464-?) | François (1464-?) | François (1464-?) |              |              |  |  |  |  |  |  |  |  |  |  |  |  |  |  |  |  |  |  |  |  |  |  |  |  |  |  |  |  |  |  |  |  |
|                   |                   |                   |                   |                       |                       |                       |                       |                       |                       |                      |                      |                        |                        |                        |                        |                        |                        |                             |                             |                             |                             |                             |                             |                       |                       |                       |                       |                       |                       | Oretta Giovanni       | Oretta Giovanni       | Oretta Giovanni       | Oretta Giovanni       | Oretta Giovanni        | Oretta Giovanni        |                          |                          | Peronette Buatier (?-1521) | Peronette Buatier (?-1521) | Peronette Buatier (?-1521) | Peronette Buatier (?-1521) | Peronette Buatier (?-1521) | Peronette Buatier (?-1521) |                       |                       |                       |                       |                     |                     |                     |                     |                       |                       |                         |                         |                         |                         |                         |                         |                   |                   |                   |                   |              |              |  |  |  |  |  |  |  |  |  |  |  |  |  |  |  |  |  |  |  |  |  |  |  |  |  |  |  |  |  |  |  |  |
|                   |                   |                   |                   |                       |                       |                       |                       |                       |                       |                      |                      |                        |                        |                        |                        |                        |                        |                             |                             |                             |                             |                             |                             |                       |                       |                       |                       |                       |                       | Oretta Giovanni       | Oretta Giovanni       | Oretta Giovanni       | Oretta Giovanni       | Oretta Giovanni        | Oretta Giovanni        |                          |                          | Peronette Buatier (?-1521) | Peronette Buatier (?-1521) | Peronette Buatier (?-1521) | Peronette Buatier (?-1521) | Peronette Buatier (?-1521) | Peronette Buatier (?-1521) |                       |                       |                       |                       |                     |                     |                     |                     |                       |                       |                         |                         |                         |                         |                         |                         |                   |                   |                   |                   |              |              |  |  |  |  |  |  |  |  |  |  |  |  |  |  |  |  |  |  |  |  |  |  |  |  |  |  |  |  |  |  |  |  |
|                   |                   |                   |                   |                       |                       |                       |                       |                       |                       |                      |                      |                        |                        |                        |                        |                        |                        |                             |                             |                             |                             |                             |                             |                       |                       |                       |                       |                       |                       |                       |                       |                       |                       |                        |                        |                          |                          |                            |                            |                            |                            |                            |                            |                       |                       |                       |                       |                     |                     |                     |                     |                       |                       |                         |                         |                         |                         |                         |                         |                   |                   |                   |                   |              |              |  |  |  |  |  |  |  |  |  |  |  |  |  |  |  |  |  |  |  |  |  |  |  |  |  |  |  |  |  |  |  |  |
|                   |                   |                   |                   |                       |                       |                       |                       |                       |                       |                      |                      |                        |                        |                        |                        |                        |                        |                             |                             |                             |                             |                             |                             |                       |                       |                       |                       |                       |                       |                       |                       |                       |                       |                        |                        |                          |                          |                            |                            |                            |                            |                            |                            |                       |                       |                       |                       |                     |                     |                     |                     |                       |                       |                         |                         |                         |                         |                         |                         |                   |                   |                   |                   |              |              |  |  |  |  |  |  |  |  |  |  |  |  |  |  |  |  |  |  |  |  |  |  |  |  |  |  |  |  |  |  |  |  |
| Simon (1489-1528) | Simon (1489-1528) | Simon (1489-1528) | Simon (1489-1528) | Simon (1489-1528)     | Simon (1489-1528)     | Pierre (1491-1540)    | Pierre (1491-1540)    | Pierre (1491-1540)    | Pierre (1491-1540)    | Pierre (1491-1540)   | Pierre (1491-1540)   | Jean-baptiste (1493-?) | Jean-baptiste (1493-?) | Jean-baptiste (1493-?) | Jean-baptiste (1493-?) | Jean-baptiste (1493-?) | Jean-baptiste (1493-?) | Ginevra (?-?)               | Ginevra (?-?)               | Ginevra (?-?)               | Ginevra (?-?)               | Ginevra (?-?)               | Ginevra (?-?)               | Thomas II (1495-1543) | Thomas II (1495-1543) | Thomas II (1495-1543) | Thomas II (1495-1543) | Thomas II (1495-1543) | Thomas II (1495-1543) | Iacopo II (1497-1569) | Iacopo II (1497-1569) | Iacopo II (1497-1569) | Iacopo II (1497-1569) | Iacopo II (1497-1569)  | Iacopo II (1497-1569)  | Lisabetta (?-1506)       | Lisabetta (?-1506)       | Lisabetta (?-1506)         | Lisabetta (?-1506)         | Lisabetta (?-1506)         | Lisabetta (?-1506)         | Francesco (1502-1555)      | Francesco (1502-1555)      | Francesco (1502-1555) | Francesco (1502-1555) | Francesco (1502-1555) | Francesco (1502-1555) | Filippo (1504-1555) | Filippo (1504-1555) | Filippo (1504-1555) | Filippo (1504-1555) | Filippo (1504-1555)   | Filippo (1504-1555)   | Paul-Antoine (1509-1566 | Paul-Antoine (1509-1566 | Paul-Antoine (1509-1566 | Paul-Antoine (1509-1566 | Paul-Antoine (1509-1566 | Paul-Antoine (1509-1566 | Andrea (?-?)      | Andrea (?-?)      | Andrea (?-?)      | Andrea (?-?)      | Andrea (?-?) | Andrea (?-?) |  |  |  |  |  |  |  |  |  |  |  |  |  |  |  |  |  |  |  |  |  |  |  |  |  |  |  |  |  |  |  |  |
| Simon (1489-1528) | Simon (1489-1528) | Simon (1489-1528) | Simon (1489-1528) | Simon (1489-1528)     | Simon (1489-1528)     | Pierre (1491-1540)    | Pierre (1491-1540)    | Pierre (1491-1540)    | Pierre (1491-1540)    | Pierre (1491-1540)   | Pierre (1491-1540)   | Jean-baptiste (1493-?) | Jean-baptiste (1493-?) | Jean-baptiste (1493-?) | Jean-baptiste (1493-?) | Jean-baptiste (1493-?) | Jean-baptiste (1493-?) | Ginevra (?-?)               | Ginevra (?-?)               | Ginevra (?-?)               | Ginevra (?-?)               | Ginevra (?-?)               | Ginevra (?-?)               | Thomas II (1495-1543) | Thomas II (1495-1543) | Thomas II (1495-1543) | Thomas II (1495-1543) | Thomas II (1495-1543) | Thomas II (1495-1543) | Iacopo II (1497-1569) | Iacopo II (1497-1569) | Iacopo II (1497-1569) | Iacopo II (1497-1569) | Iacopo II (1497-1569)  | Iacopo II (1497-1569)  | Lisabetta (?-1506)       | Lisabetta (?-1506)       | Lisabetta (?-1506)         | Lisabetta (?-1506)         | Lisabetta (?-1506)         | Lisabetta (?-1506)         | Francesco (1502-1555)      | Francesco (1502-1555)      | Francesco (1502-1555) | Francesco (1502-1555) | Francesco (1502-1555) | Francesco (1502-1555) | Filippo (1504-1555) | Filippo (1504-1555) | Filippo (1504-1555) | Filippo (1504-1555) | Filippo (1504-1555)   | Filippo (1504-1555)   | Paul-Antoine (1509-1566 | Paul-Antoine (1509-1566 | Paul-Antoine (1509-1566 | Paul-Antoine (1509-1566 | Paul-Antoine (1509-1566 | Paul-Antoine (1509-1566 | Andrea (?-?)      | Andrea (?-?)      | Andrea (?-?)      | Andrea (?-?)      | Andrea (?-?) | Andrea (?-?) |  |  |  |  |  |  |  |  |  |  |  |  |  |  |  |  |  |  |  |  |  |  |  |  |  |  |  |  |  |  |  |  |
|                   |                   |                   |                   |                       |                       |                       |                       |                       |                       |                      |                      |                        |                        |                        |                        |                        |                        |                             |                             |                             |                             |                             |                             |                       |                       |                       |                       |                       |                       |                       |                       | Peronette Berti       |                       |                        |                        |                          |                          |                            |                            |                            |                            |                            |                            |                       |                       |                       |                       |                     |                     |                     |                     |                       |                       |                         |                         |                         |                         |                         |                         |                   |                   |                   |                   |              |              |  |  |  |  |  |  |  |  |  |  |  |  |  |  |  |  |  |  |  |  |  |  |  |  |  |  |  |  |  |  |  |  |
|                   |                   |                   |                   |                       |                       |                       |                       |                       |                       |                      |                      |                        |                        |                        |                        |                        |                        |                             |                             |                             |                             |                             |                             |                       |                       |                       |                       |                       |                       |                       |                       |                       |                       |                        |                        |                          |                          |                            |                            |                            |                            |                            |                            |                       |                       |                       |                       |                     |                     |                     |                     |                       |                       |                         |                         |                         |                         |                         |                         |                   |                   |                   |                   |              |              |  |  |  |  |  |  |  |  |  |  |  |  |  |  |  |  |  |  |  |  |  |  |  |  |  |  |  |  |  |  |  |  |
|                   |                   |                   |                   |                       |                       |                       |                       |                       |                       |                      |                      |                        |                        |                        |                        |                        |                        |                             |                             |                             |                             |                             |                             |                       |                       |                       |                       |                       |                       |                       |                       |                       |                       |                        |                        |                          |                          |                            |                            |                            |                            |                            |                            |                       |                       |                       |                       |                     |                     |                     |                     |                       |                       |                         |                         |                         |                         |                         |                         |                   |                   |                   |                   |              |              |  |  |  |  |  |  |  |  |  |  |  |  |  |  |  |  |  |  |  |  |  |  |  |  |  |  |  |  |  |  |  |  |
|                   |                   |                   |                   |                       |                       |                       |                       |                       |                       |                      |                      |                        |                        |                        |                        |                        |                        |                             |                             |                             |                             |                             |                             |                       |                       |                       |                       |                       |                       |                       |                       |                       |                       |                        |                        |                          |                          |                            |                            |                            |                            |                            |                            |                       |                       |                       |                       |                     |                     |                     |                     |                       |                       |                         |                         |                         |                         |                         |                         |                   |                   |                   |                   |              |              |  |  |  |  |  |  |  |  |  |  |  |  |  |  |  |  |  |  |  |  |  |  |  |  |  |  |  |  |  |  |  |  |
| Hélène            | Hélène            | Hélène            | Hélène            | Hélène                | Hélène                | Olivier               | Olivier               | Olivier               | Olivier               | Olivier              | Olivier              | Guillaume (1534-1601)  | Guillaume (1534-1601)  | Guillaume (1534-1601)  | Guillaume (1534-1601)  | Guillaume (1534-1601)  | Guillaume (1534-1601)  | François                    | François                    | François                    | François                    | François                    | François                    | Jeanne                | Jeanne                | Jeanne                | Jeanne                | Jeanne                | Jeanne                | Jean                  | Jean                  | Jean                  | Jean                  | Jean                   | Jean                   | Thomas III (1539 ?-1594) | Thomas III (1539 ?-1594) | Thomas III (1539 ?-1594)   | Thomas III (1539 ?-1594)   | Thomas III (1539 ?-1594)   | Thomas III (1539 ?-1594)   |                            |                            |                       |                       |                       |                       |                     |                     |                     |                     |                       |                       |                         |                         |                         |                         |                         |                         |                   |                   |                   |                   |              |              |  |  |  |  |  |  |  |  |  |  |  |  |  |  |  |  |  |  |  |  |  |  |  |  |  |  |  |  |  |  |  |  |

## Source et bibliographie
- Marie-Noëlle Baudouin-Matuszek et Pavel Ouvarov, « Banque et pouvoir au XVIe siècle : la surintendance des finances d'Albisse Del Bene », Bibliothèque de l'école des chartes, t. 149-2,‎ 1991, p. 249-291 (lire en ligne)
- Patrice Béghain, Bruno Benoît, Gérard Corneloup et Bruno Thévenon (coord.), Dictionnaire historique de Lyon, Lyon, Stéphane Bachès, 2009, 1054 p. (ISBN 978-2-915266-65-8, BNF 42001687)
- Federica Carta et Ludmila Virassamynaïken (dir.), « La nation florentine à Notre-Dame-de-Confort », Arts et Humanisme, Lyon Renaissance, Lyon, Musée des Beaux-arts - Somogy Éditions d'art,‎ 2015, p. 204-209 (ISBN 978-2-7572-0991-2)
- Luigi Passerini, Genealogia e storia della famiglia Guadagni, Florence, Cellini, 1873, 171 p. (BNF 31064839, lire en ligne)
- Roman d'Amat, « Gadagnes, Thomas I, II, et III de », Dictionnaire de biographie française, Librairie Letouzey et Ané,‎ 1982, p. 13-16
- Michel Francou, Armorial des Florentins à Lyon à la Renaissance, Lyon, Éditions du Cosmogone, 1er mai 2009, 59 p. (ISBN 978-2-8103-0020-4)
- Richard Gascon, Grand commerce et vie urbaine au seizième siècle : Lyon et ses marchands, Paris & La Haye, Mouton, coll. « École pratique des hautes études. Sixième section. Sciences économiques et sociales. Centre de recherches historiques. Civilisations et sociétés » (no 22), 1971, 2 vol., 1001 (BNF 35371690)
- Édouard Lejeune, La saga lyonnaise des Gadagne, Lyon, Éditions lyonnaises d'art et d'histoire, 23 mars 2004, 192 p. (ISBN 978-2-84147-153-9)
- (en) M. Rocke, « The Guadagni of Florence : Family and Society », Medieval and Early Moderne Italy,‎ 1955
- (lt) Georges Yver, De Guadagniis, mercatoribus Florentinis Lugduni, XVI, Paris, Cerf, 1902, 115 p. (BNF 31677741)